# Praha-Kolovraty
Praha-Kolovraty – przystanek kolejowy w Pradze, w Czechach, w dzielnicy Kolovraty. Znajduje się na linii 221 Praga – Benešov u Prahy, na wysokości 315 m n.p.m.. 

## Linie kolejowe
- 221: Praga – Benešov u Prahy